# هشام الوالي
هشام الوالي (مواليد 27 أغسطس 1974) ممثل مغربي، وهو الأخ الأصغر للممثل المعروف رشيد الوالي. تخرج من المعهد العالي للفن المسرحي والتنشيط الثقافي سنة 1999، وشارك في عدة أفلام ومسلسلات مغربية.

## أعماله

### أفلام
- 2004: أجنحة منكسرة
- 2006: الحي الخلفي
- 2009: بيتش بويز
- 2010: أرض الجموع
- 2011: ظلال الموت
- 2011: رياض المعطي
- 2015: حفيد الحاج
- 2016: المسيرة الخضراء
- 2017: نوح لا يعرف العوم
- 2017: رضات الوالدين
- 2018: خفة الرجل
- 2019: الشبيه
- 2020: الدار المشروكة

### مسلسلات
- 2002: من دار لدار
- 2006 - 2009: البعد الآخر
- 2013: ناس الحومة
- 2018: الصفحة الأولى
- 2019: الماضي لا يموت
- 2020: سلمات أبو البنات
- 2020: شهادة ميلاد

## روابط خارجية
- هشام الوالي على موقع IMDb (الإنجليزية)